# František Machník

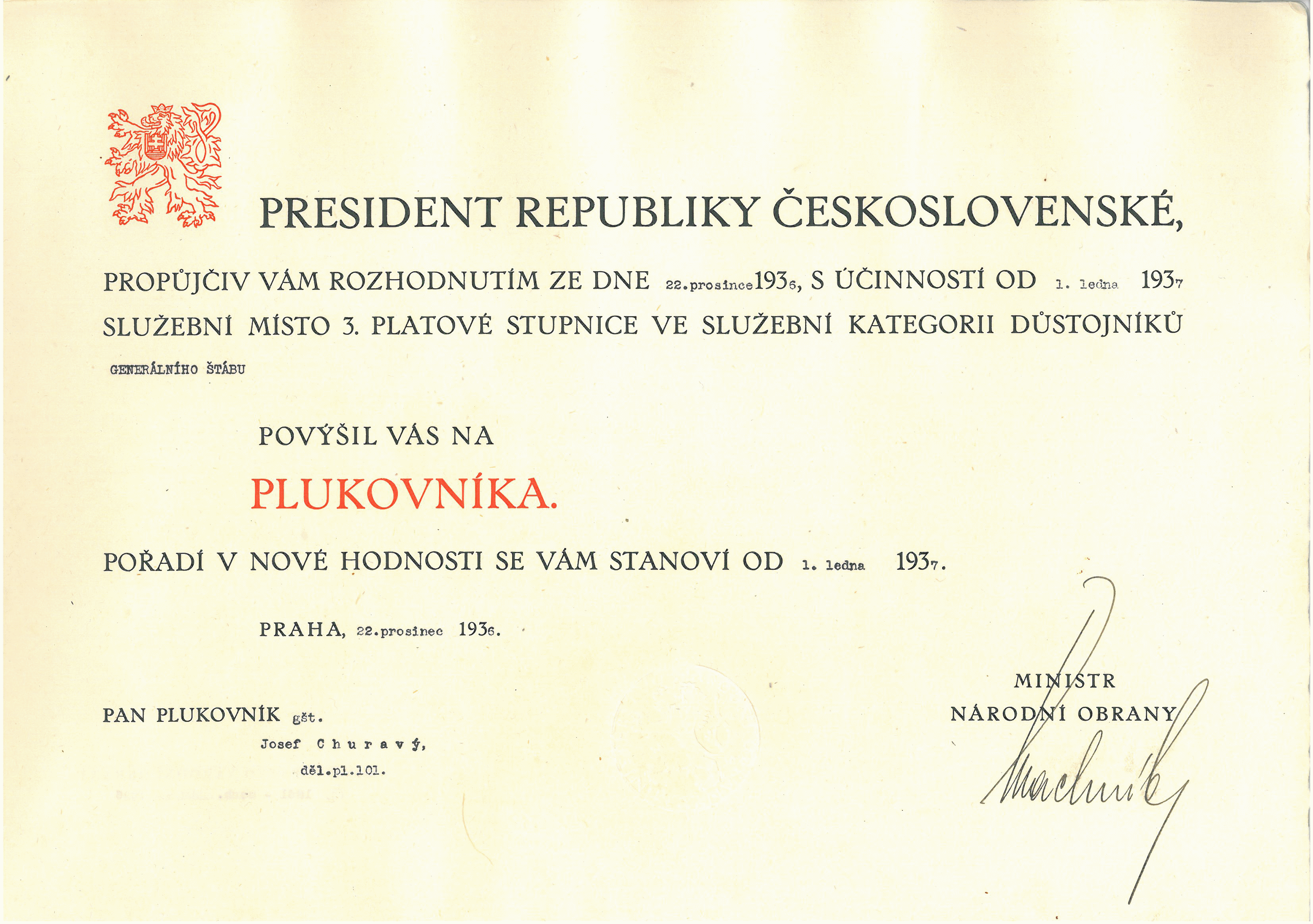
Podpis ministra obrany Františka Machníka na dokumentu - povýšení Josefa Churavého do hodnosti plukovníka generálního štábu (22. prosince 1936)

František Machník (30. dubna 1886 Nebřehovice – 21. listopadu 1967 Ždánice) byl československý politik, meziválečný ministr národní obrany a poslanec Národního shromáždění za Republikánskou stranu zemědělského a malorolnického lidu (agrárníky).

## Biografie
Dlouhodobě se angažoval v agrární straně. Patřil k hlavním postavám okolo České agrární společnosti, jež byla založena na jaře 1918 jako odborná, ekonomická a intelektuální platforma na podporu agrárního hnutí. Řídil zemědělskou školu v Klatovech, přispíval do deníku Venkov.
V parlamentních volbách v roce 1925 byl za Republikánskou stranu zemědělského a malorolnického lidu (agrárníky) zvolen do Národního shromáždění. Mandát pak obhájil v parlamentních volbách v roce 1929 i parlamentních volbách v roce 1935. Poslanecké křeslo si oficiálně podržel do zrušení parlamentu roku 1939, přičemž ještě v prosinci 1938 přestoupil do poslaneckého klubu nově utvořené Strany národní jednoty.
Profesí byl dle údajů z roku 1935 ředitelem Švehlových škol zemědělských v Klatovech. Byl bratrancem Rudolfa Berana.
Kromě poslaneckých funkcí zastával i ministerské posty. Už v roce 1932 se stal starostou Československého národního svazu střeleckého a angažoval se ve Vojenském vědeckém ústavu. Od roku 1935 do roku 1938 zastával post ministra národní obrany v třetí vládě Jana Malypetra, druhé vládě Milana Hodži a třetí vládě Milana Hodži.